# Phreatoicoides gracilis
Phreatoicoides gracilis là một loài chân đều trong họ Hypsimetopidae. Loài này được Sayce miêu tả khoa học năm 1900.